# Utopia Parkway
Utopia Parkway è il secondo album discografico in studio del gruppo musicale statunitense Fountains of Wayne, pubblicato nel 1999.

## Tracce
1. Utopia Parkway – 3:09
2. Red Dragon Tattoo – 3:32
3. Denise – 2:32
4. Hat and Feet – 3:03
5. The Valley of Malls – 3:23
6. Troubled Times – 3:39
7. Go, Hippie – 3:58
8. A Fine Day For a Parade – 4:13
9. Amity Gardens – 3:11
10. Laser Show – 2:24
11. Lost in Space – 2:19
12. Prom Theme – 3:09
13. It Must Be Summer – 3:19
14. The Senator's Daughter – 3:44